# Flottille 16F

La flottille 16F est une unité de combat de l'aviation navale française créée le 3 janvier 1955  et dissoute le 28 juillet 2000.

## Historique
Créée en 1955 à Hyères, la flottille 16F était équipée de chasseurs Aquilon avec lesquels elle participa aux opérations de maintien de l'ordre durant la guerre d'Algérie (son blason était alors un aigle, symbole de la Chasse).
La flottille est dissoute une première fois en 1964 avec le transfert des Aquilon à l'escadrille 59S, et recréée en mai de la même année, sous le commandement du CC Klotz, avec une nouvelle vocation  : la reconnaissance et photographie aérienne. Elle se voit doter d'étendard IVP. Elle sera basée à Istres, puis à Hyères, jusqu'en 1969, date à laquelle elle rejoint définitivement la BAN de Landivisiau.
C'est cette année qu'elle choisit pour symbole la grue cendrée, oiseau qui migre vers l'Afrique en Hiver. La pierre qu'elle tient dans sa patte droite symbolise la vigilance  : "Lorsque cette pierre tombe tandis que la grue somnole (afin de reprendre des forces), le bruit de la chute réveille la vigilance assoupie."
La flottille est engagée régulièrement avec le groupe aérien au Liban entre 1982 et 1984, lors des missions  OLIFANT.
Le 21 novembre 1983, un étendard IVP s'écrase au décollage en bout de piste à Landivisiau, son pilote s'éjecte et est indemne.
La flottille participe au défilé du 14 juillet 1984, sur les Champs Elysée.
Elle participe à l'opération Balbuzard en ex-Yougoslavie à partir de février 1993, jusqu'au 4 décembre 1995, puis aux missions Salamandre et survole pour la première fois Sarajevo le 17 mai 1993.
Le 15 avril 1994, l'étendard IVP no 115 du CC Clary est victime d'un tir de missile infrarouge lors d'une mission au-dessus de Goražde. Le pilote ramène néanmoins l'avion fortement endommagé à bord du porte-avions Clemenceau. 
Le 22 mai 1997, un étendard IVP de la flottille est victime d'un accident lors du catapultage, qui tombe devant l'étrave du Clemenceau. Son pilote est secouru par l'hélicoptère de sauvegarde Pedro. 
Le 5 décembre 1997, le « hold-back » d'un étendard IVP cède lors la mise plein gaz sur une catapulte du porte-avions Foch, obligeant le pilote à s'éjecter. Il est secouru par Pedro après avoir réussi à remonter à la surface.
Le 27 janvier 1999, la 16F quitte la BAN Landivisiau sur alerte, et est engagée dans l'opération Trident au-dessus du Kosovo, jusqu'en juin 1999.

## Bases
- BAN Hyères Le Palyvestre (janvier 1955-mars 1964)
- Base aérienne 125 Istres-Le Tubé (mai 1964-septembre 1964)
- BAN Hyères Le Palyvestre (septembre 1964-mars 1969)
- BAN Landivisiau (avril 1969-juillet 2000)

## Appareils
- SNCASE Aquilon (janvier 1955-avril 1964)
- Dassault Étendard IVP (mai 1964-juillet 2000)

## Citation
Le 6 janvier 2000, la flottille 16F est citée à l'ordre de la flottille par le général d'armée Kelche avec attribution de la croix de guerre des théâtres d'opérations extérieurs avec étoile d'argent.